# Czarado da Rússia
Czarado da Rússia (em russo:  Царство Русcкое, transl. Tsarstvo Russkoye), também conhecido como Czarado da Moscóvia, foi um Estado autocrata localizado no Leste Europeu e na Ásia Setentrional. Foi criado em 1547 quando Ivan IV assumiu o título de Czar de Todas as Rússias, existindo até a fundação do Império Russo em 1721 por Pedro I.

## Herança bizantina

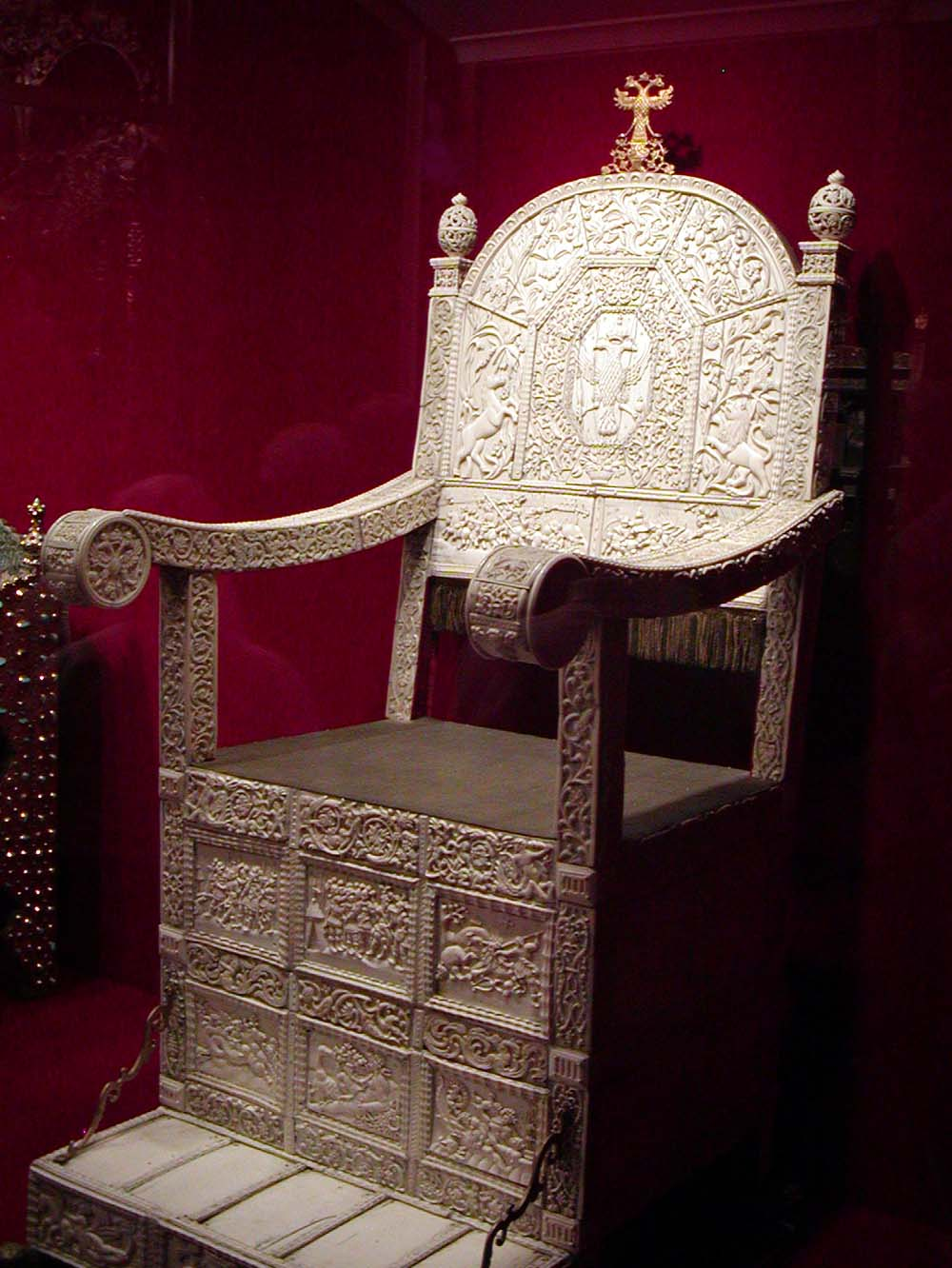
Trono de marfim do czar russo Ivan IV, o Terrível.

Desde o início do século XVI, o soberano russo ganhou o título de Czar. A este respeito, o governante de Moscou tentou enfatizar que ele estava em pé de igualdade com os imperadores bizantinos ou do cã mongol. De fato, depois de Ivan III e o casamento com Sofia Paleólogo, a sobrinha do último imperador bizantino, a corte de Moscou adotou os rituais, os títulos e os símbolos como a águia de duas cabeças, que ainda são como escudo de armas da Rússia.
O termo bizantino autokrator durante o reinado de Ivan IV, veio a significar ilimitado. Ivan IV foi coroado czar e foi reconhecido, pelo menos, pela Igreja Ortodoxa Russa, como imperador. Philothea Pskov argumentou que, quando Constantinopla foi tomada pelo Império Otomano em 1453, o czar da Rússia foi o único governante ortodoxo legítimo e que fez a cidade de Moscou a "Terceira Roma", como sucessora de Roma e de Constantinopla, como o foco do Cristianismo.

## Início do reinado de Ivã IV
O desenvolvimento dos poderes do czar atingiu um pico durante o reinado de Ivã, o Terrível. Ele reforçou a posição do czar a um grau sem precedentes. Apesar de inteligente e enérgico, Ivã sofria de crises de paranoia e depressão, e seu reinado foi marcado por atos de violência.
Ivã IV tornou-se grão-príncipe de Moscou, em 1533, com a idade de três anos. As famílias Chouiski e Belski estavam competindo para o controle da regência do trono de Ivã IV, em 1547. Por causa de seu status como czar, sua coroação foi inspirada por imperadores bizantinos. Com a assistência de boiardos, Ivã começou seu reinado na década de 1550, através da promulgação de um novo código legal, uma reorganização do exército e do governo local.

## Política externa de Ivã IV
A Rússia continuou a ser uma sociedade relativamente desconhecida na Europa Ocidental até o barão Sigismundo Herberstein ter publicado, em 1549, sua Rerum Moscoviticarum Commentarii (literalmente Notas sobre assuntos moscovitas). Na década de 1630, o Czarado russo foi visitado por Adam Olearius, cujas escritas foram logo traduzidas e distribuídas em todos os principais idiomas da Europa.
Mais informações sobre a Rússia foram liberadas pelos comerciantes ingleses e holandeses. Um deles, Richard Chancellor, navegou no Mar Branco em 1553, e continuou por terra até Moscou. Em seu retorno à Inglaterra, a Companhia de Moscóvia foi formada por ele e Sebastião Caboto, Sir Hugh Willoughby e vários outros comerciantes de Londres. Ivã, o Terrível usou estes comerciantes para trocar cartas com a rainha Isabel I de Inglaterra.
Apesar da agitação de 1530-1540, a Rússia continuou a sua expansão militar. Ivã havia derrotado e anexou o Canato de Cazã em 1552, e mais tarde o Canato de Astracã. Estas vitórias transformaram a Rússia em um estado multiétnico e multi-confessional. O país se estendia, então, ao longo do Rio Volga, com fácil acesso para a Sibéria e a Ásia Central.
A expansão para o Mar Báltico provou ser muito mais difícil. Em 1558, Ivã invadiu a Livônia pela Guerra da Livônia e lutou contra a República das Duas Nações, a Suécia e a Dinamarca, durante uma guerra de 25 anos. Apesar dos sucessos ocasionais, o exército de Ivã foi derrotado, que não lhe permitiria ter uma posição estável no Mar Báltico.
Na esperança de capitalizar sobre a atração da Guerra da Livônia, Devlet I Giray da Crimeia, acompanhado por até 120 mil cavaleiros, se aventuraram várias vezes na região de Moscou, para a batalha Moloda que pôs fim a essas incursões para o norte, mas há décadas, a Horda Nogai e o Canato da Crimeia levou invasões e saques da Rússia, por seu comércio de escravos.

## O oprichnina
Ivan desenvolveu uma hostilidade para com os seus conselheiros, o governo e os boiardos. Em 1565, a Rússia foi dividida em duas partes: o seu domínio privado (o Opríchnina) e ziemchtchina, regiões que mantêm suas administrações anteriores. Em seu domínio privado, Ivan escolheu alguns dos distritos mais prósperos e importantes da Rússia, tentando reduzir a influência dos boiardos nestas áreas. Comerciantes e pessoas comuns foram executados ou tiveram suas terras e seus bens confiscados. Esta década de terror em 1570 levou ao massacre de Novogárdia.
Seguindo a política do oprichnina, Ivan quebrou o poder econômico e político das principais famílias de boiardos, reduzindo o número de pessoas capazes de gerenciar e organizar o czarado. Negócios diminuíram, e os camponeses tendo que enfrentar grandes impostos e ameaças de violência, deixaram a Rússia. A mobilidade dos camponeses então foi reduzida em sua ligação à sua terra através da escravidão. Em 1572, Ivan finalmente abandonou a política de opritchnina.

## O Tempo de Dificuldades
Ivan IV foi sucedido por seu filho Teodoro I, que era deficiente mental. O boiardo Boris Godunov governou o país por ele, este é particularmente conhecido por ter removido a capacidade de mudar servos e proprietários de terra por duas semanas no final de novembro. O evento mais importante do reinado de Teodoro, primeiro foi o anúncio do Patriarcado de Moscou em 1589. A criação do Patriarcado é o ponto culminante da separação da Igreja Ortodoxa Russa.
Em 1598 Teodoro morreu sem um herdeiro, encerrando a dinastia de ruríquida. Boris então convocou uma Zemski Sobor, uma assembleia de boiardos, oficiais da Igreja e plebeus, que o proclamou czar. Más colheitas levaram à fome generalizada entre 1601 e 1603 e geraram um descontentamento e apoio a um usurpador Demétrio II que dizia ser o filho de Ivan IV, que morreu em 1591. Ele ganhou o apoio da Polônia e marchou para Moscou, recrutando uma série de boiardos para o seu lado durante esta operação. Demétrio II foi coroado czar em 1605, após o assassinato do czar Teodoro II, filho de Boris Godunov.
Depois de uma guerra civil e a intervenção de poderes regionais poloneses e suecos, o descontentamento popular era intenso, liderado por Ivan Bolotnikov. Demétrio II e sua guarnição polonesa foram derrubados por Basílio que foi proclamado czar em 1606. Para manter-se o trono, Basílio IV alia-se com a Suécia durante a Segunda Guerra Ingriana. Um segundo falso Demétrio,aliado dos poloneses, apareceu e foi para Moscou antes de se estabelecer na cidade de Tushino.
Em 1609 a Polônia interveio nos assuntos da Rússia, capturando Basílio IV Chouiski e ocupando o Kremlin em Moscou. Um grupo de boiardos em 1610 a Rússia assinou um tratado de paz reconhecendo Vladislau IV Vasa, filho do rei Sigismundo III da Polônia, como o czar da Rússia. Em 1611, um novo usurpador Demétrio III apareceu em território russo ocupado pelos suecos mas foi rapidamente detido e executado. A presença polonesa levou a um renascimento patriótico entre os russos, e um exército de voluntários financiado pela família Stroganoff foi formada em Nizhny Novgorod e comandado pelo príncipe Dmitry Pozharsky e Kuzma Minin. Este exército expulsou os poloneses do Kremlin, e em 1613, Zemski Sobor proclamou o boiardo Miguel I ª czar da Rússia, que marcou o início da dinastia dos Romanov.

## Os Romanov

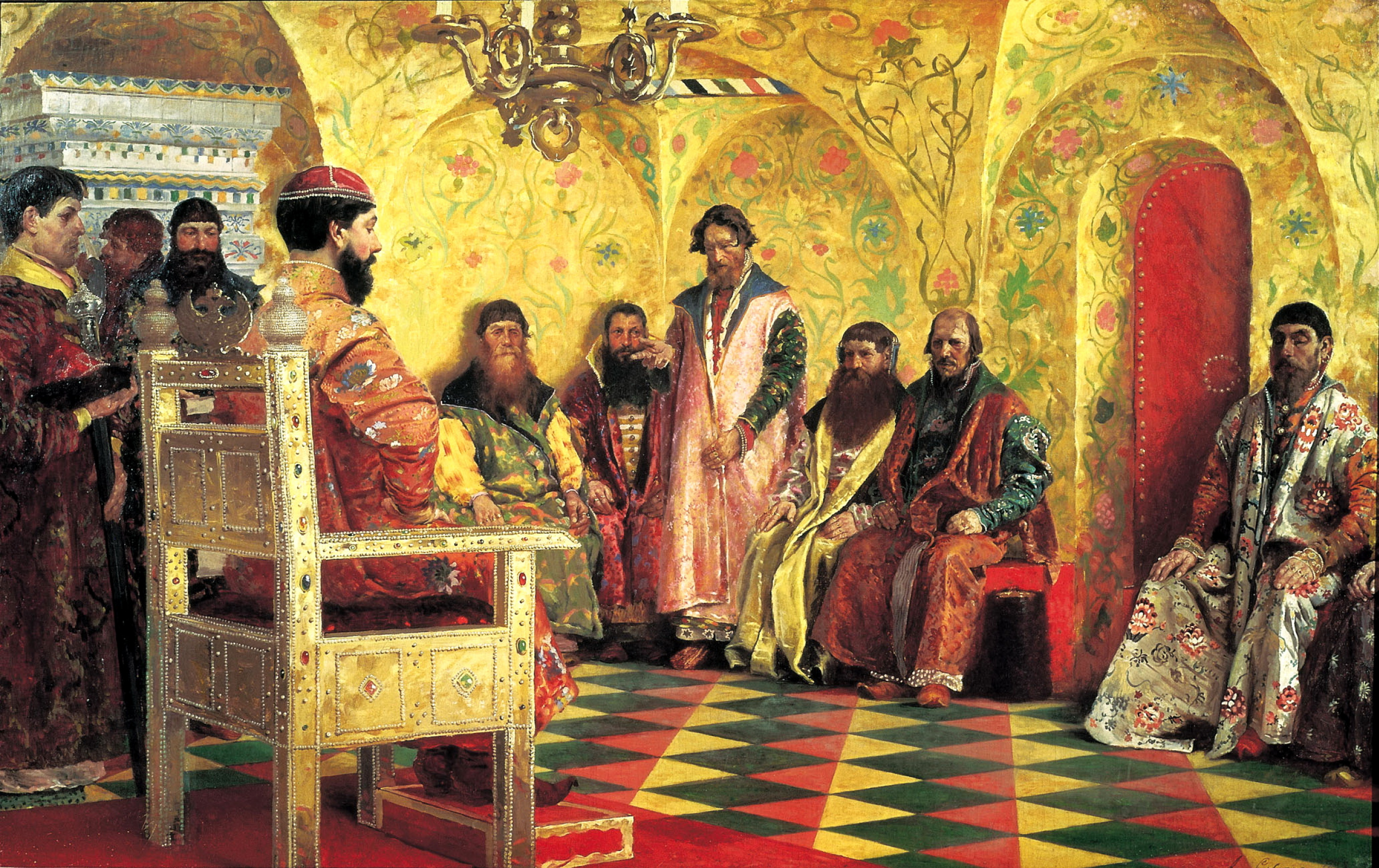
Czar Miguel Fiodoroviche na reunião da Duma Boiarda. Andrei Riabushkin (1893).

A nova dinastia foi a principal preocupação de encontrar ordem e segurança militar do país. Seus principais inimigos, a República das Duas Nações e Suécia estando em conflito, o que permitiu a Rússia a assinar uma paz com a Suécia em 1617. A Guerra polaco-russa (1605-1618) terminou, ela, pelo Tratado de Deulino em 1618, que reconheceu a República das Duas Nações controle de Smolensk e Chernigov, tinha perdido o Grão-Ducado da Lituânia em 1509.
O início da dinastia Romanov é marcada por uma relativa fraqueza de seus líderes. Durante o reinado de Miguel I primeiro czar russo, o negócio foi assumido por seu pai, Teodoro Romanov, tornou-se em 1619 o Patriarca de Moscou. Mais tarde, o filho de Miguel I, Aleixo I com base em uma boyar, Boris Morozov, para ajudá-lo a governar, mas causada por uma pressão fiscal muito elevada, a Revolta de sal.
Após uma tentativa frustrada de retomar Smolensk, na Polônia, em 1632, a Rússia fez paz com o último em 1634. O rei da Polónia Vladislau IV da Polônia, cujo pai e a predecessor beato sigismundo Sigismundo III da Polônia foi eleito czar da boyards, durante o tempo de agitação e renunciaram pelo tratado para a qualquer pedido a este título.

## O Código de 1649
No século XVII, a burocracia de Moscou expandia drasticamente. O número de ministérios vinte e dois em 1613 para oitenta até metade do século. Enquanto departamentos muitas vezes tinham superposição de responsabilidades, o governo central, através de governadores das províncias, foi capaz de controlar e regular todos os grupos sociais, bem como o comércio, artesanato, e até mesmo a Igreja ortodoxa.
O Ulozheniye Sobornoye, um código legal abrangente introduzido em 1649, ilustrou a extensão do controle do Estado sobre a sociedade russa. Naquela época, os boiardos foram amplamente transformados em funcionários do Estado, para formar uma nova nobreza, o dvoryanstvo. Mais de um século, o Estado tem reduzido gradualmente os direitos dos agricultores para alterar o proprietário, Sobornoye Ulozheniye, estabelecidos esse estatuto de estudo e atividades para qualquer parte do campesinato
O Estado sancionou a servos e camponeses que fogem de seu senhor, que tinha um poder absoluto sobre seus camponeses. Os camponeses que viviam nas terras do Estado, no entanto, não foram considerados servos. Eles foram organizados em comunas, que foram responsáveis pelos impostos e outras obrigações. Como os servos, no entanto, os camponeses do estado foram anexados à terra que cultivavam. Pequenos comerciantes e artesãos também foram proibidos de mudar de residência. Todos os segmentos da sociedade foram também sujeitos a contribuições e impostos militar. Ao exigir a maioria dos russos não mudar de domicílio, o código jurídico de 1649 restringiu a sua mobilidade para forçá-los a submeter à autoridade do Estado.
Este código de impostos mais altos do Estado e obrigações exacerbou o descontentamento crescente desde o Tempo das Perturbações. Nos anos 1650 e 1660, o número de fugas dos camponeses aumentou dramaticamente, especialmente para o Don, onde foram localizados os cossacos do Don. Uma revolta ocorreu na região do Volga em 1670 e 1671. Stenka Razin, um cossaco que era da região de Don, liderou uma revolta com a ajuda de cossacos e servos. O levante tocou o vale do Volga e repreendeu até mesmo Moscou. Tropas czaristas finalmente derrotarão a rebelião.

## A aquisição da Ucrânia
A Rússia continuou a sua expansão territorial no século XVII, adquiriu o leste da Ucrânia, que foi controlado pela República das Duas Nações. Os Zaporojianos, cossacos organizados em formações militares, viviam na zona fronteiriça entre a Polônia, o Canato da Crimeia e Rússia. Apesar de terem servido no exército polonês como mercenários, os cossacos chamados Zaporojianos permaneceram ferozmente independentes e algumas vezes se rebelou contra os poloneses. Em 1648, os camponeses da Ucrânia juntaram-se aos cossacos durante a Revolta de Khmelnitski, devido principalmente à opressão social e religiosa na Polônia. Os ucranianos foram aliados com os tártaros da Crimeia para ajudar contra a República das Duas Nações, no entanto, os poloneses conseguiram convencer os tártaros se juntar a eles, o que levou os cossacos ucranianos a procurar ajuda externa.
Em 1654, o líder ucraniano, Bogdano Khmelnitski, aprovada pelo protetorado russo da Ucrânia, sob o reinado de Aleixo I da Rússia. Aleixo eu primeiro aceitou a oferta pelo Tratado de Pereiaslav que levou a uma longa guerra entre a Polônia e a Rússia. A Trégua de Andrusovo terminou em 1667 e dividida em duas Ucrânia ao longo do Dnieper, a margem direita ainda na República das Duas Nações e da margem esquerda ficou sob o controle do Hetmanato Cossaco sob a suserania do czar russo.

## A conquista da Sibéria
A expansão da Rússia a leste chegou a uma resistência relativamente baixa. Em 1581, a família de comerciantes de Stroganov, interessado com o comércio de peles e contratou um cossaco, Timofeyevich Yermak, para liderar uma expedição na Sibéria, ocidental. Yermak derrotou o Canato Sibir e reivindicou o oeste territórios dos rios Ob e Irtich para a Rússia.
A partir de bases como a de Mangazeïa, comerciantes e exploradores foram para o leste do rio Ob e do rio Ienissei, até a Lena, e para a costa do Oceano Pacífico. Em 1648, o cossaco Semyon Dezhnyovn abriu uma passagem entre a América e a Ásia. Em meados do século XVII os russos tinham mesmo chegado ao rio Amur e à fronteira do Império Chinês.
Após um período de conflito com a dinastia de Qing, a Rússia fez a paz com a China em 1689. Pelo Tratado de Nerchinsk, Rússia cedeu os seus direitos no vale de Amur contra um acesso à região do leste do lago Baikal e uma rota comercial para Beijing.